# Història de les bitlles i el bowling a Catalunya
Breu història de les bitlles i el bowling a Catalunya.

## Les bitlles a Catalunya

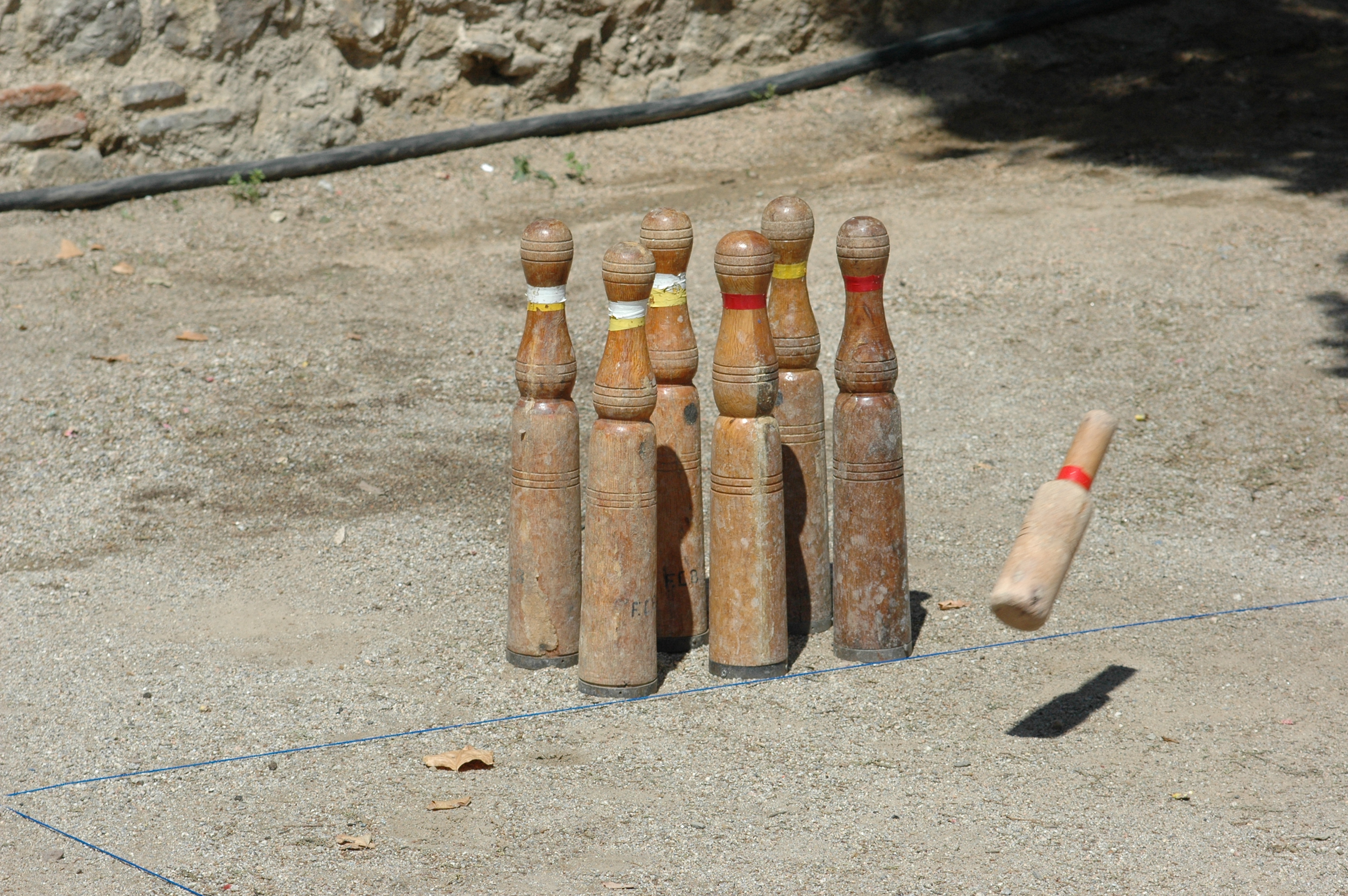
Bitlles catalanes

Es té constància de jocs de bitlles (també anomenades birles, quilles, biles o bil·les) a Catalunya ja des de l'edat mitjana. Així en trobem referències en el Llibre de contemplació en Déu (1273) de Ramon Llull. També trobem referències en ordinacions locals, com bil·les (1402 a Igualada) i bitlla (1376 a Torroja, 1416 a Reus, 1520 a Barcelona). Durant la dictadura franquista les bitlles foren prohibides com a joc de diners.
El 1950 es fundà la Gran Peña Deportiva Bolística de Cantabria, primer club de bitlles de Catalunya, especialitzat en bitlles càntabres.
Cap als anys vuitanta s'inicià el procés de restitució de l'antic joc de bitlles catalanes, principalment a les comarques de l'Ebre i de la plana de Lleida, coincidint amb un procés d'unificació de les regles. L'any 1982 el Grup Cultural Rasquerà organitza a la seva localitat els primers campionats entre diferents poblacions. Liderats pel Club de Bitlles la Cava-Guinardó de Barcelona, el 1988, es federen onze clubs i s'organitza la primera lliga oficial territorial. L'any 1994 es van unificar les mides i formes de les bitlles i bitllots.

## El bowling a Catalunya

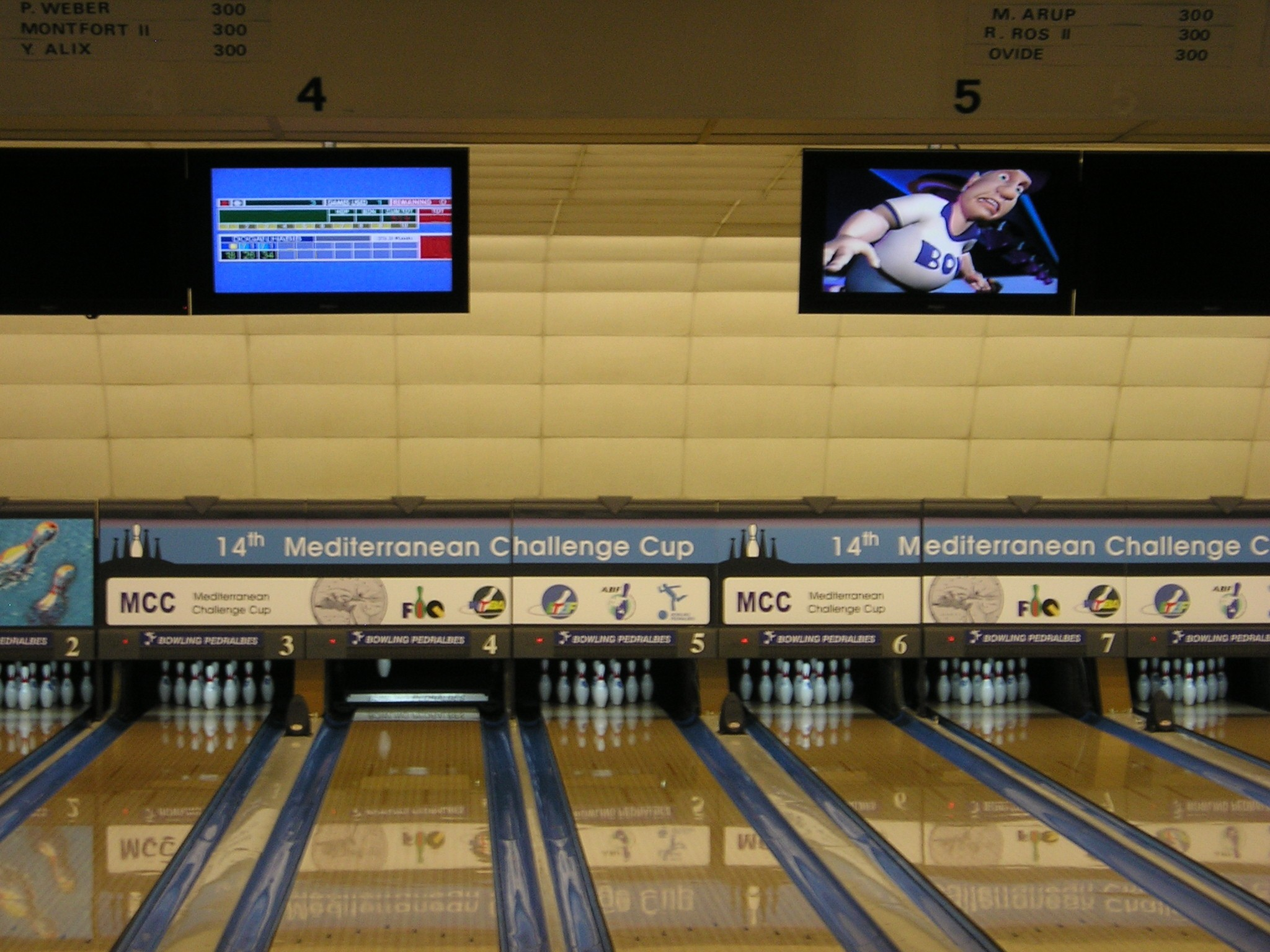
Copa del Mediterrani de 2011

El bowling s'introduí a Catalunya a la dècada de 1950 com a esport de lleure. Les primeres instal·lacions foren el Club Boliche (1951) i l'AMF Bowling Center, a Barcelona. Posteriorment apareixen destacats clubs com el Club Bowling Barcelona (1970), el Bowling Pedralbes (1978) i el Baix Bowling (2001, Sant Vicenç dels Horts), que ja organitzen competicions federades.
La federació catalana regula competicions com la Copa Generalitat, la Lliga Catalana, el Circuit Català i els Campionats de Catalunya. També s'han disputat a Catalunya importants competicions de caràcter internacional com la desena Copa d'Europa de seleccions (1988), el torneig preolímpic de Seül 1988, el Trofeu Ciutat de Barcelona (2000), el Catalonia Obert (2003), la Copa Federació (a partir del 2008), la Copa del Mediterrani (2002, 2011), l'European Women's Masters (a partir del 2004), el Samaranch Trophy (a partir del 2005) els enfrontaments Catalunya-Amèrica i Catalunya-Europa (2010).

## La Federació Catalana

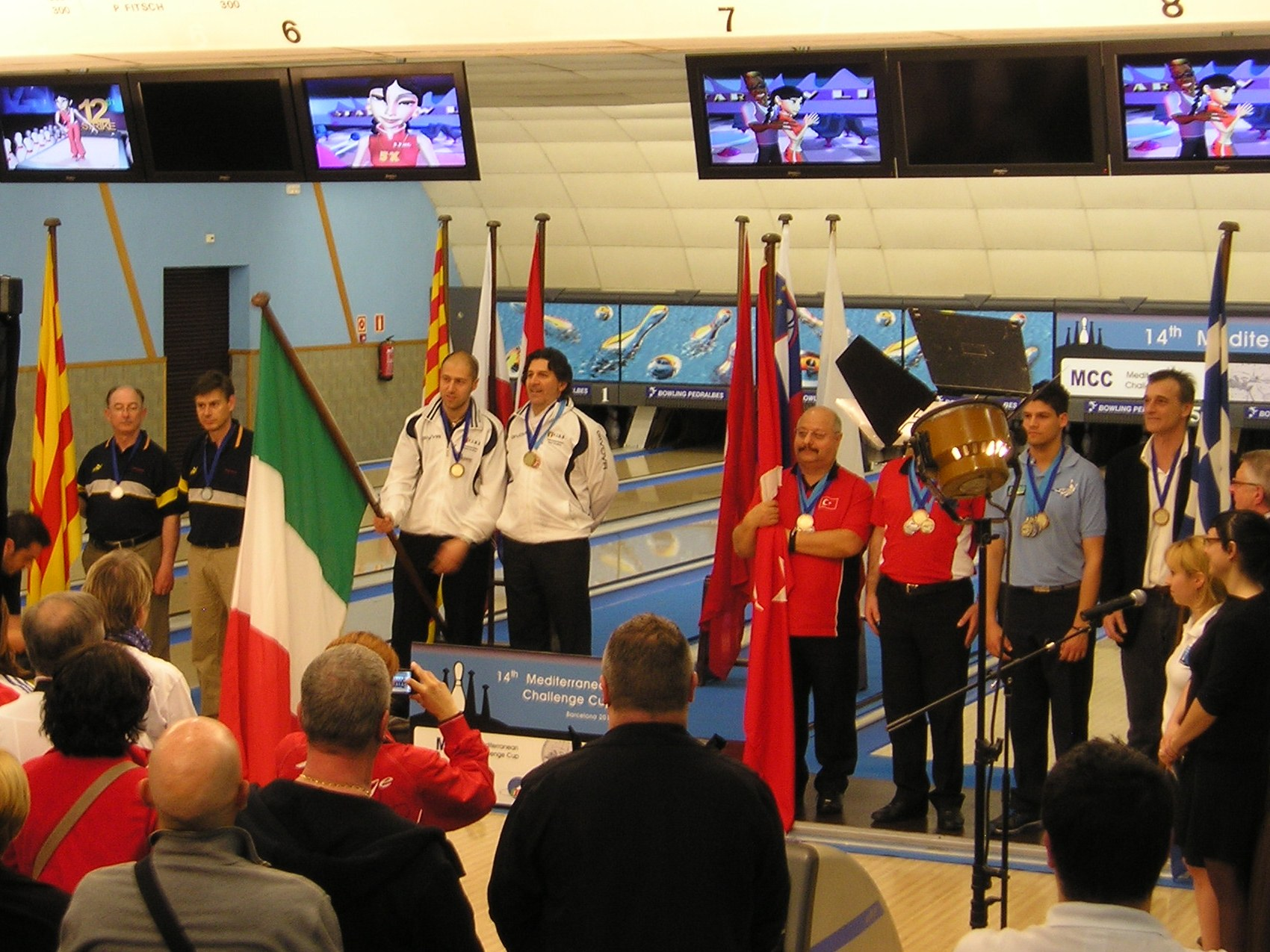
Selecció catalana a la cerimònia de medalles de la Copa del Mediterrani de 2011

La Federació Catalana de Bitlles i Bowling va ser fundada l'any 1949 al voltant de la pràctica de les bitlles càntabres. Posteriorment s'hi incorporaren altres modalitats esportives, el bowling de deu (1952), les bitlles lleoneses (1982), les bitlles catalanes o bowling six (1988) i el bowling de nou (2008). També en formaren part temporalment les bitlles celtes (2004-07), les botxes (1956-84) i la petanca (1958-84). Durant la seva història ha rebut les denominacions Federación Catalana de Bolos, Federación Catalano-Balear de Bolos, Federació Catalana de Boles i Federació Catalana de Bitlles, fins l'actual adoptada el 2002.
Des del 2007 és membre de la Federació Internacional de Bowling. Des de l'any 2008 les seleccions catalanes competeixen en l'àmbit internacional.